# Арабский интернет-транслит
Арабский интернет-транслит, Арабизи (араб. عربيزي‎ Арабизи), Арабиш или Араби, (араб. عربي‎ Араби) — схема записи, используемая для общения на арабском языке в Интернете или для отправки СМС-сообщений с устройств, не поддерживающих арабский алфавит. Арабские буквы заменяются латинскими буквами из набора ASCII и арабскими цифрами. Пользователи этой схемы записи выработали свою собственную схему транслитерации некоторых букв, которым нет соответствия в ASCII.

## История
Западные телекоммуникационные технологии начали проникать в быт арабских стран в конце XX века, не имея в то время полноценной поддержки арабского письма. Поэтому арабские пользователи были вынуждены прибегать к транслитерации арабского текста. Для сопоставления букв, у которых не было аналогов в латинском алфавите, используются цифры и сочетания различных символов. Например, цифра «3» используется для транслитерации арабской буквы ⟨ع⟩ (ʿайн).
Многие пользователи продолжают писать на Арабизи при наборе текста, так как не всегда могут использовать арабскую клавиатуру, или потому, что они лучше знакомы с раскладкой QWERTY.
Египетские пользователи часто называют эту систему Франко-арабской. Другим она известна под названием Арабик бел Инглизи (масри عربى بالانجليزى, «Арабский на английском»). В то же время названия Арабиш и Арабизи неизвестны большинству египтян.

## Сравнительная таблица
Не существует единой схемы транслитерации из-за неформальных корней этой системы. Обычно используется буква, которая наиболее близка к арабской букве. Например, ب [ба] заменяется латинской b. Схема может варьироваться в зависимости от региональных различий в произношении арабской буквы. Например, ج [джим] может передавать как j в ливанском диалекте, так и g в египетском.
| Буквы       | Арабский интернет-транслит | Фонетическое значение (МФА) |
| ----------- | -------------------------- | --------------------------- |
| ء أ ؤ إ ئ آ | 2                          | ʔ                           |
| ا           | a / e / é / è              | æ~a~ɑ~e~ɛ                   |
| ب           | b / p                      | b, p                        |
| ت           | t                          | t~t̪~t͡s                      |
| ث           | s / th                     | s~θ                         |
| ج           | g / j / dj                 | ɡ~ɟ~ʒ~d͡ʒ                    |
| ح           | 7                          | ħ~ʜ                         |
| خ           | kh / 7' / 5                | x~χ                         |
| د           | d                          | d~d̪                         |
| ذ           | 4 / z / dh / th            | z~ð                         |
| ر           | r                          | r~ɾ, ˤ~ɾˤ                   |
| ز           | z                          | z                           |
| س           | s                          | s                           |
| ش           | sh / ch                    | ʃ                           |
| ص           | s / 9                      | sˤ~s~ˠ                      |
| ض           | d / 9'                     | d~dˤ~d̪ˤ~ˠ                   |
| ط           | t / 6                      | tˤ~t~t̪ˤ~ˠ                   |
| ظ           | z / dh / t' / 6'           | zˤ~ðˤ~ðˠ                    |
| ع           | 3                          | ʕ~ʢ                         |
| غ           | gh / 3'                    | ɣ~ʁ                         |
| ف           | f / v                      | f, v                        |
| ق           | 2 / g / q / 8 / 9          | ʔ~ɡ~ɢ~q                     |
| ك           | k / g                      | k, ɡ                        |
| ل           | l                          | l~ɫ                         |
| م           | m                          | m                           |
| ن           | n                          | n                           |
| ه           | h / a / e / ah / eh        | h, æ~a~ɑ~e~ɐ                |
| ة           | a / e / ah / eh            | æ~a~ɑ~e~ɐ                   |
| و           | w / o / u / ou / oo        | w, o, u~y                   |
| ي или ى     | y / i / ee / ei / ai / a   | j, i:, e, /a(ː)/            |

| Дополнительные буквы | Арабский интернет-транслит | Фонетическое значение (МФА) |
| -------------------- | -------------------------- | --------------------------- |
| پ                    | p                          | p                           |
| چ                    | j / tsh / ch / tch         | ʒ~t͡ʃ                        |
| ڤ / ڥ [3]            | v                          | v                           |
| ڨ / گ / ݣ            | g                          | ɡ                           |